# Yamaha DX7

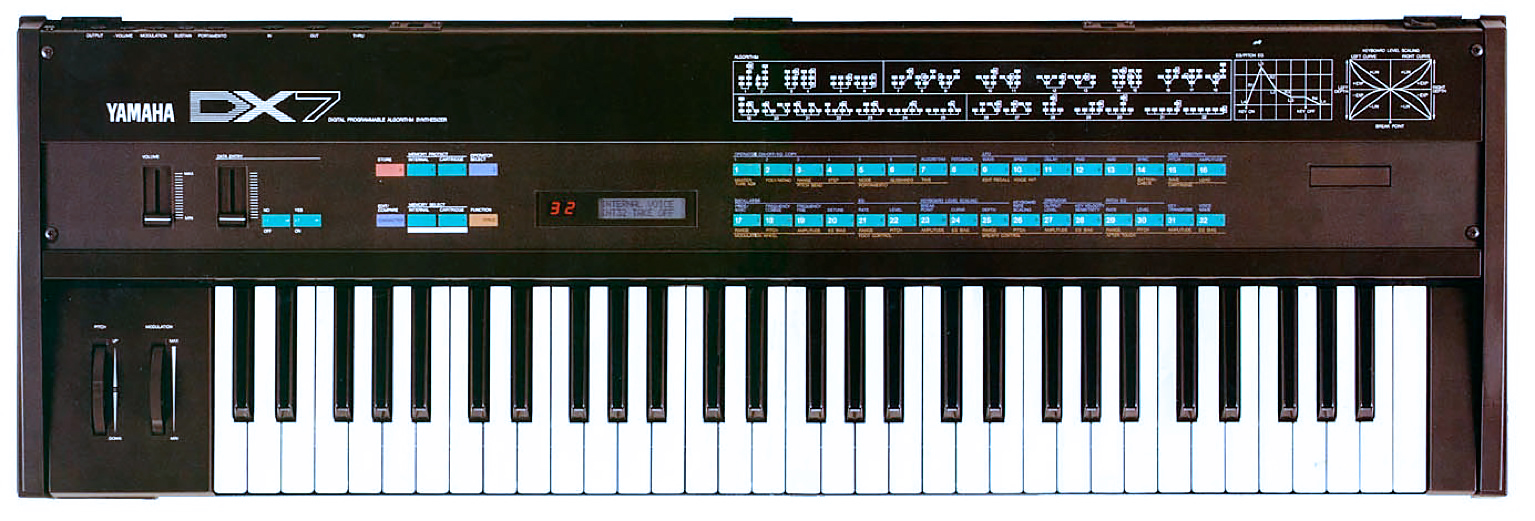
Yamaha DX7

Yamaha DX7 — синтезатор, який вироблявся корпорацією Yamaha з 1983 по 1989 рік. Це був перший успішний цифровий синтезатор і один з найбільш продаваних синтезаторів в історії, продано понад 200 000 одиниць.
На початку 1980-х років на ринку синтезаторів домінували аналогові синтезатори. Синтез FM, засіб генерування звуків за допомогою частотної модуляції, був розроблений Джоном Чоунінгом у Стенфордському університеті, Каліфорнія. Синтез FM створював яскравіші, «скляніші» звуки та міг краще імітувати акустичні звуки, такі як духові. Yamaha ліцензувала технологію для створення DX7, поєднавши її з дуже великими інтеграційними мікросхемами для зниження витрат на виробництво.
З його складними меню та відсутністю звичайних елементів керування мало хто навчився глибоко програмувати DX7. Однак його попередньо встановлені звуки стали основними елементами світової поп-музики 1980-х років, використовуваними такими виконавцями, як A-ha, Кенні Логгінс, Kool & the Gang, Вітні Г'юстон, Chicago, Філ Коллінз, Luther Vandross і Billy Ocean. Особливо широко використовувався його звук електропіано, особливо в силових баладах. Англійський продюсер Брайан Іно вправно програмував власні звуки, і це було інструментом для його роботи в ембієнтній музиці.
На зміну DX7 прийшли FM-синтезатори, включаючи DX1, DX21, DX27 і DX100.

## Особливості

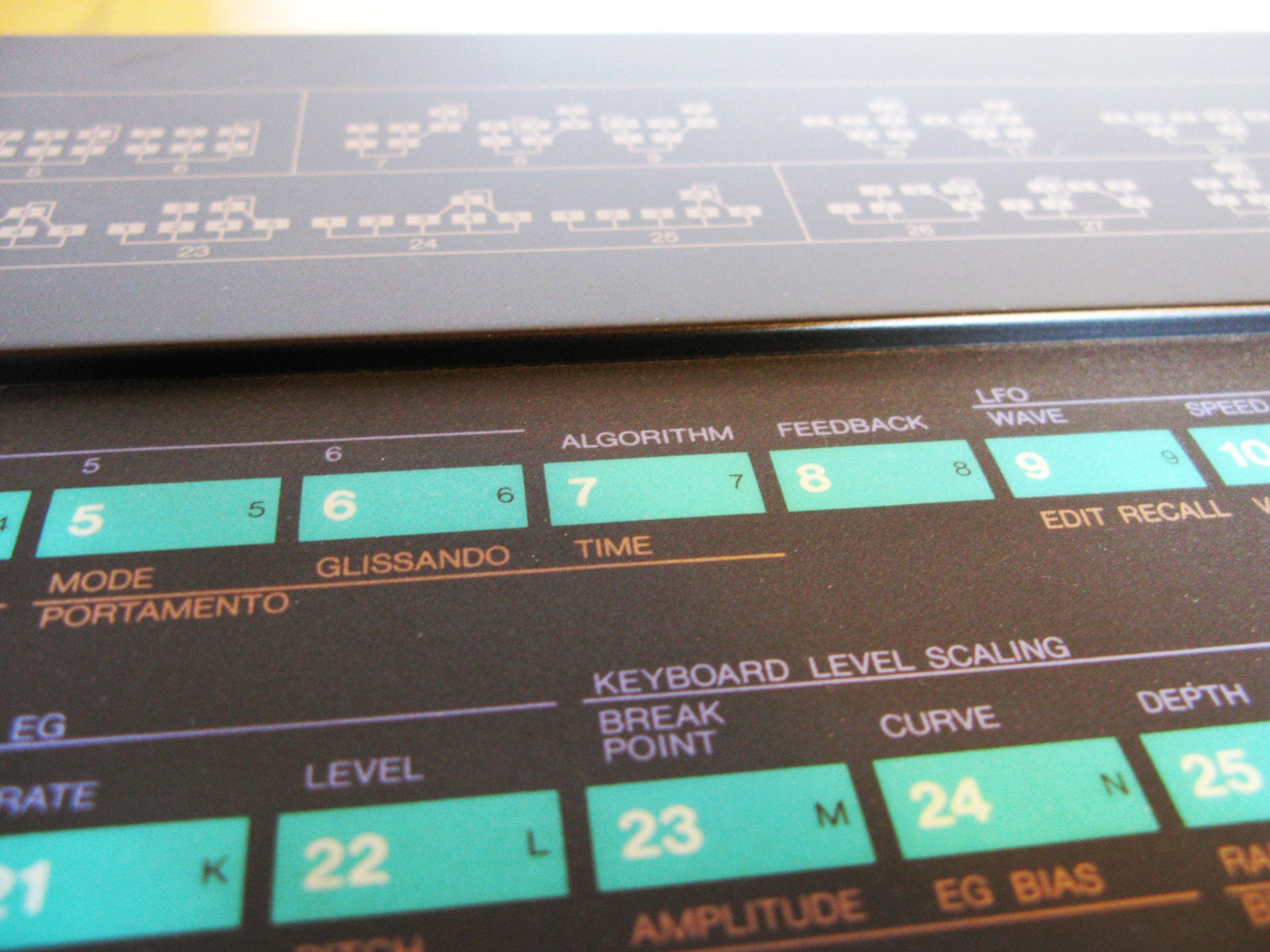
Кнопки налаштувань містять елементи керування такими ефектами, як портаменто.

Порівняно з «теплими» та «нечіткими» звуками аналогових синтезаторів, цифровий DX7 звучить «різко», «склясто» та «холодно» з багатшим та яскравішим звуком. Його попередньо встановлені звуки являють собою «ударні» та «щипкові» звуки зі складними перехідними процесами. Його клавіатура охоплює п’ять октав з поліфонією з шістнадцяти нот, тобто шістнадцять нот можуть звучати одночасно. Він має 32 алгоритми генерації звуку, кожен з яких має різне розташування шести синусоїдальних операторів. Вираз клавіатури забезпечує чутливість до швидкості та післядотику.  DX7 був першим синтезатором із рідкокристалічним дисплеєм і першим, який дозволив користувачам називати патчі.

## Вартість
На початок випуску, травень 1983 року DX7 коштував $1,995 US, £1,495 GBP, ¥248,000 JPY.